# Château de Prusly-sur-Ource
Le château de Prusly-sur-Ource  qui présente sur une même enceinte une grande diversité de styles allant du médiéval au néo-classique est situé à Prusly-sur-Ource dans le département français de la Côte-d'Or, en France.

## Localisation
Le château se trouve hors agglomération entre Prusly-sur-Ource et Brion-sur-Ource au lieu-dit Crépan (références cadastrales 1965 B 18, 23), entre le lit principal et un bras de l'Ource.

## Historique
Le château aurait appartenu aux ducs de Bourgogne et ses tours ainsi que les deux ponts levis daterait de 1185. Les sources historiques sont ensuite nombreuses. Dès 1250, Jean de Crépan et son épouse Jeanne doivent engager le bois et les terrains entourant sa maison, les bois entre le chemin, la bergerie et la bouverie, le moulin et la moitié des prés environnants la maison pour dette envers l'évêque de Langres. En août 1350, Philippe le Bel, roi de France, donne à Geffroy de Blaisy, maître d'hôtel de la reine, la maison forte de Crepan, confisquée à l'évêque de Langres à la suite de la rébellion de Saillart Roussel. En 1371, Lorette de Rochefort, dame de Crépan, tient en fief de l'évêque duc de Langres la forteresse de Crépan, four, moulin, bergerie, rivière banale et tout le territoire avec haute et basse justice[réf. souhaitée].
Le 11 octobre 1553, le contrat de vente de la seigneurie de Rochefort-sur-Brevon est signé en la "maison fort et chastel de Crespan". En 1624, Claude Catin, seigneur de Crépan, rend compte à l'évêque de Langres pour le chastel et maison fort de Crespan entouré de murailles, tours, pont-levis, fossez, basse-cour, colombier. Le bandeau de la porte de celui-ci porte la mention « En May 1598 »[réf. souhaitée] . Au XIXe siècle est édifié en place de cette maison-forte détruite à la suite d'un incendie un château reconstruit en 1896.

## Architecture
Le château de Crépan mêle des éléments de forteresse du XVe siècle et des corps de logis néoclassiques. En 1811, cette maison-forte est encore constituée d'une cour quadrangulaire fermée au nord, au sud, à l'ouest par des bâtiments d'enceinte et à l'est par un fossé en eau. Les deux édicules rectangulaires qui garnissent les angles occidentaux et la moitié sud du corps de logis occidental disparaissent dans la première moitié du XIXe siècle au profit de deux corps de logis néoclassiques : l'un dans la moitié nord de la cour, l'autre sur le bâtiment d'enceinte sud[réf. souhaitée].

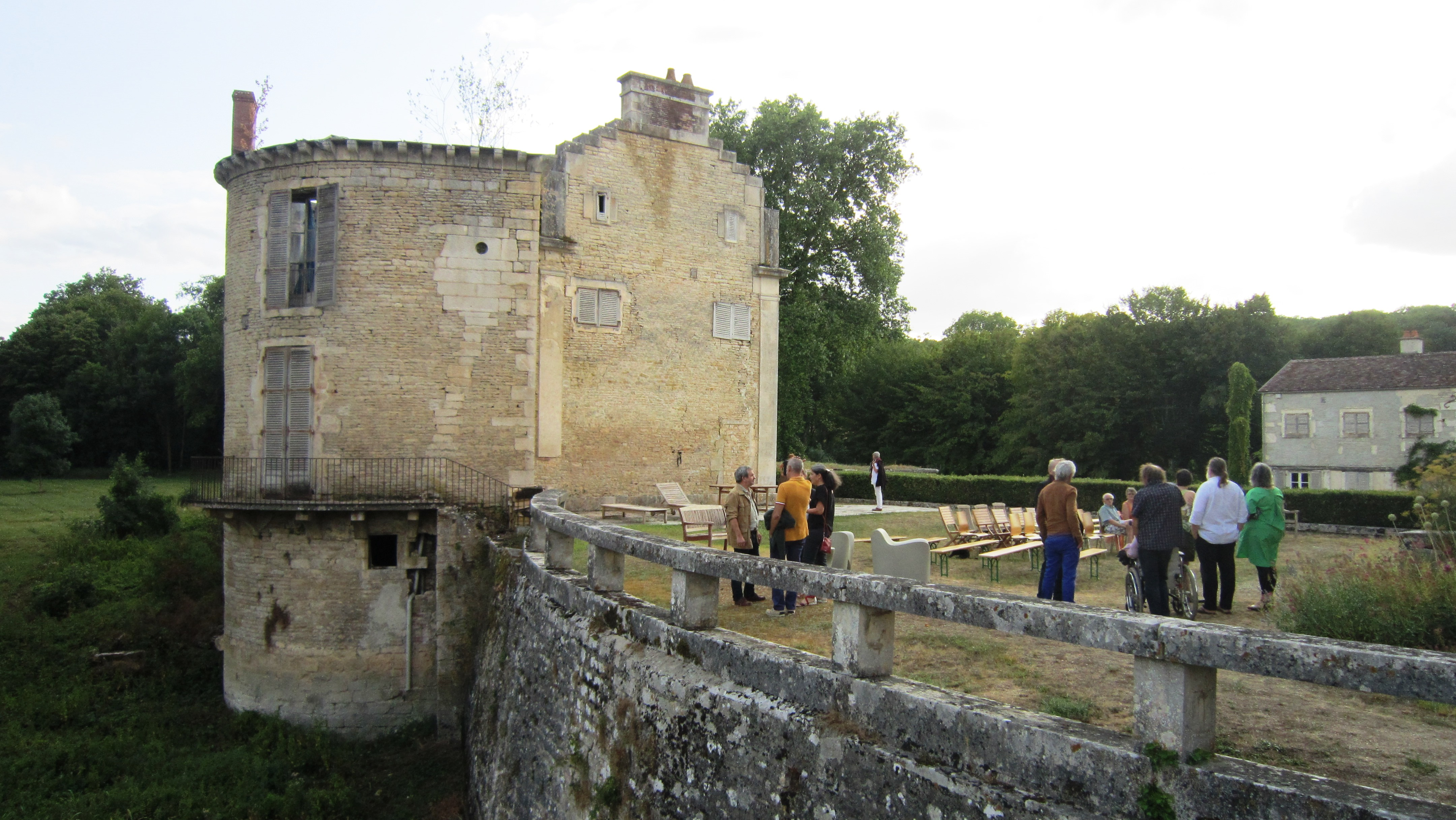
La tour ronde et les douves.
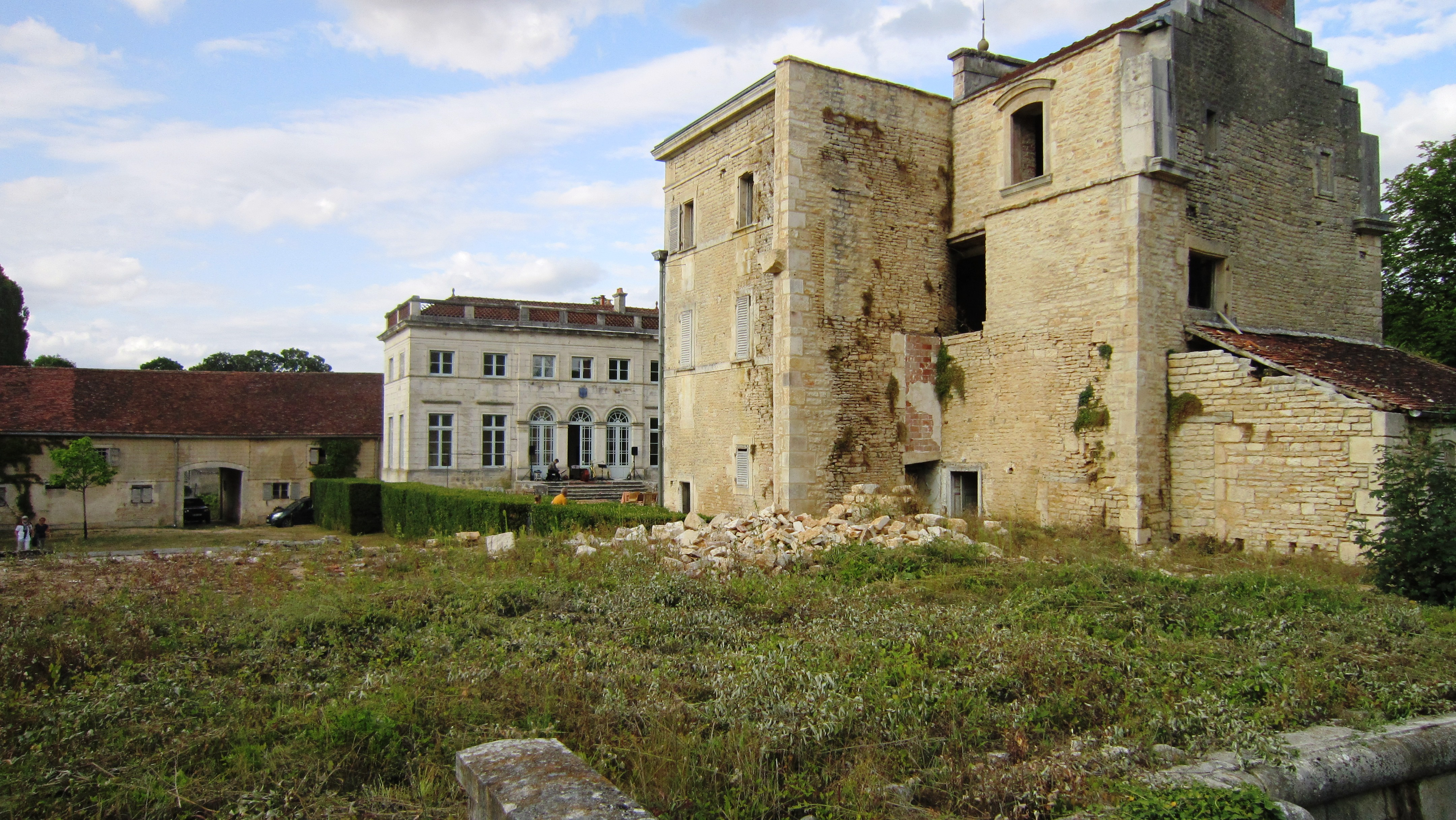
L'aile sud et la terrasse.
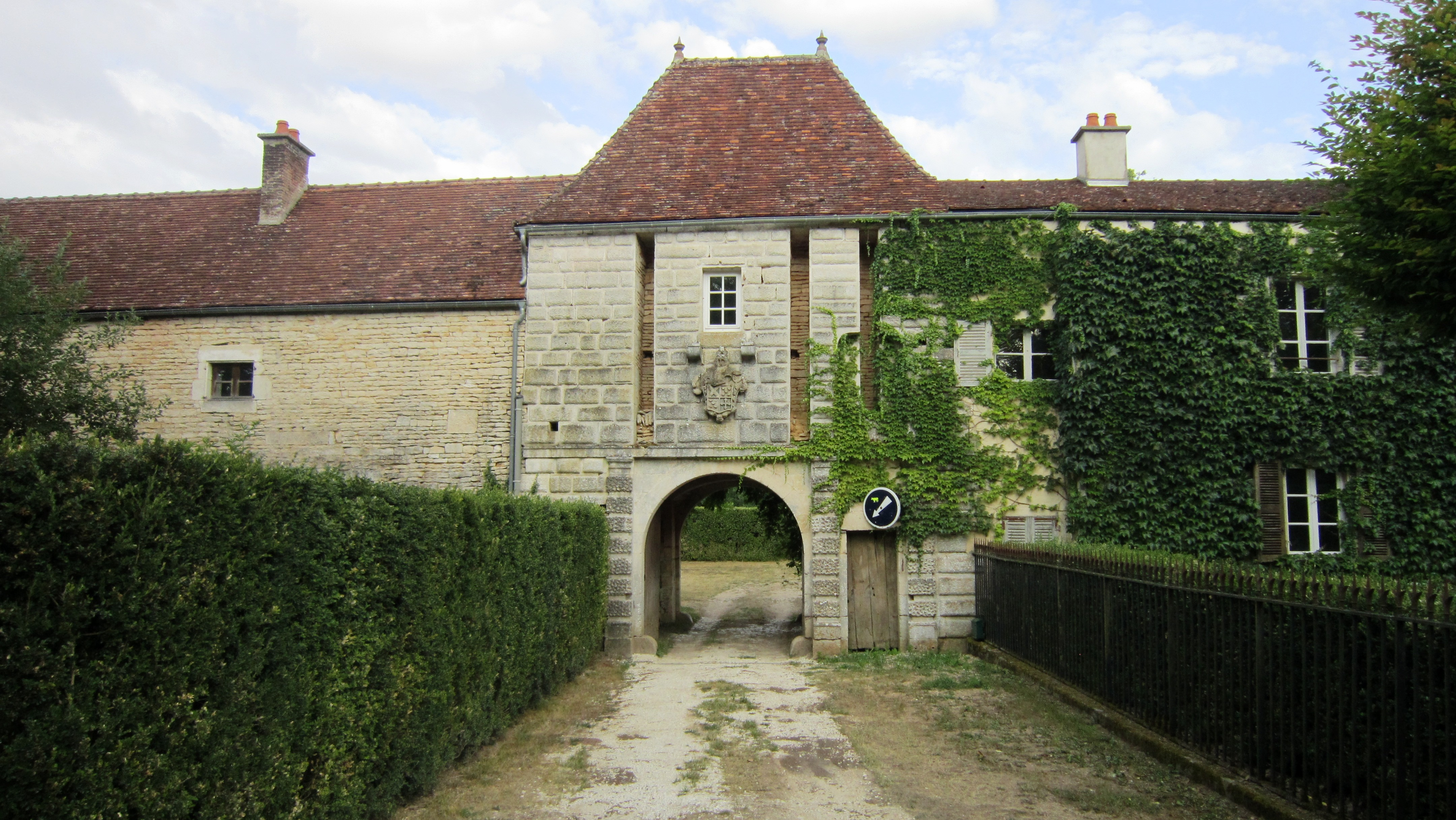
La porte occidentale
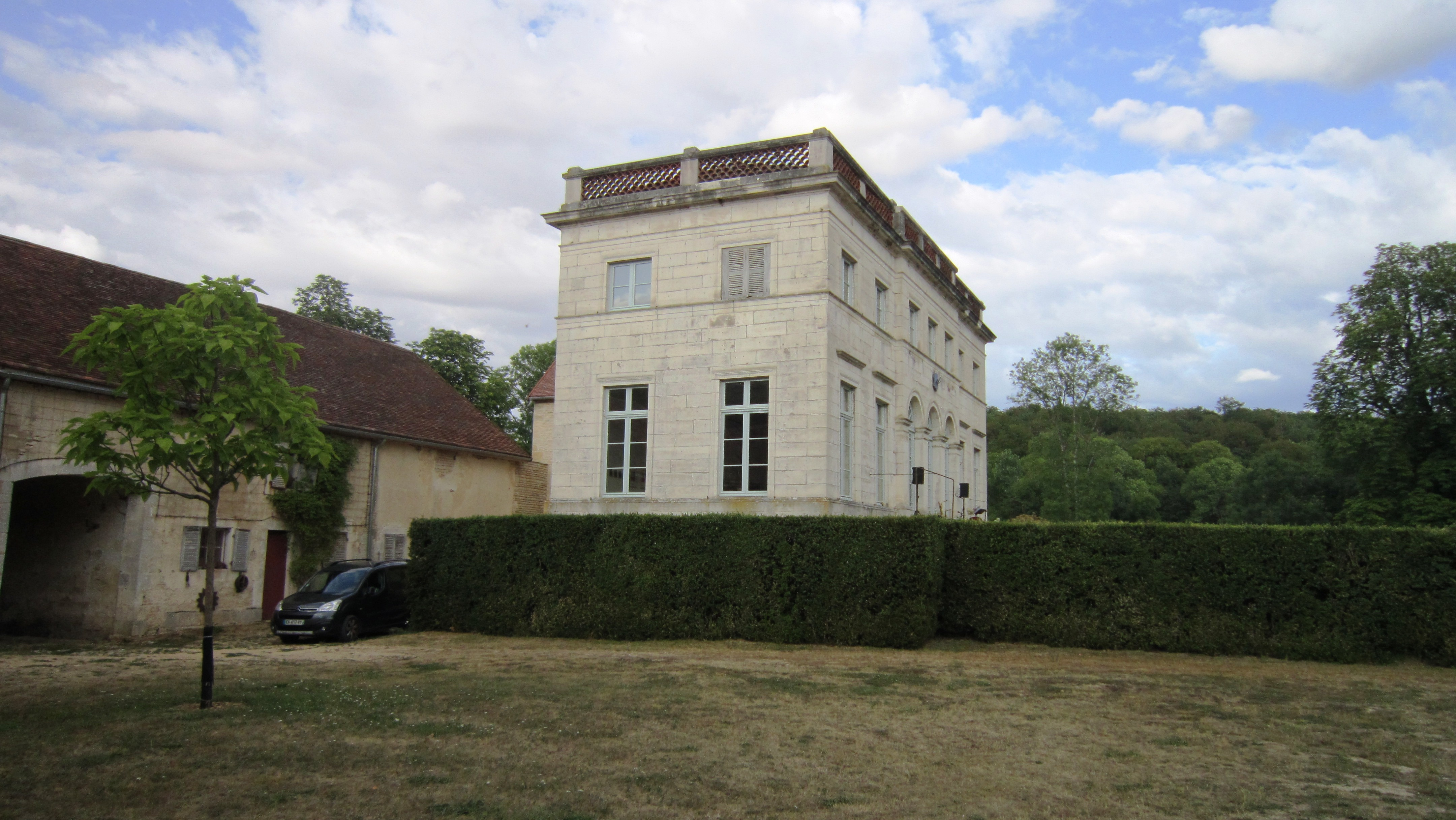
Le château actuel (aile nord).

Il ne reste du château primitif que le fossé oriental en eau, large de 25 mètres, deux tours, l'une ronde, l'autre en amande, qui garnissaient la contrescarpe orientale de la plate-forme primitive, transformée en terrasse, la courtine reliant ces tours et une tour-porche à pont-levis au milieu de la façade occidentale. Celle-ci est percée d'une porte charretière, d'une porte piétonne, du logement de l'arc de suspension de la porte piétonne et de trois rainures de flèches. Au-dessus du blason sculpté, deux culots sous une fenêtre barlongue évoquent l'emplacement de la bretèche. Plus au nord, dans la ferme dépendant du château, une chapelle et un pigeonnier circulaire[réf. souhaitée]. Le château actuel actuel ne présente plus qu'un étage carré en calcaire, moellon sans chaîne en pierre de taille et enduit partiel avec toit conique couvert de pierre.

## Mobilier
Propriété privée, elle ne se visité pas.